# Luigi Generali

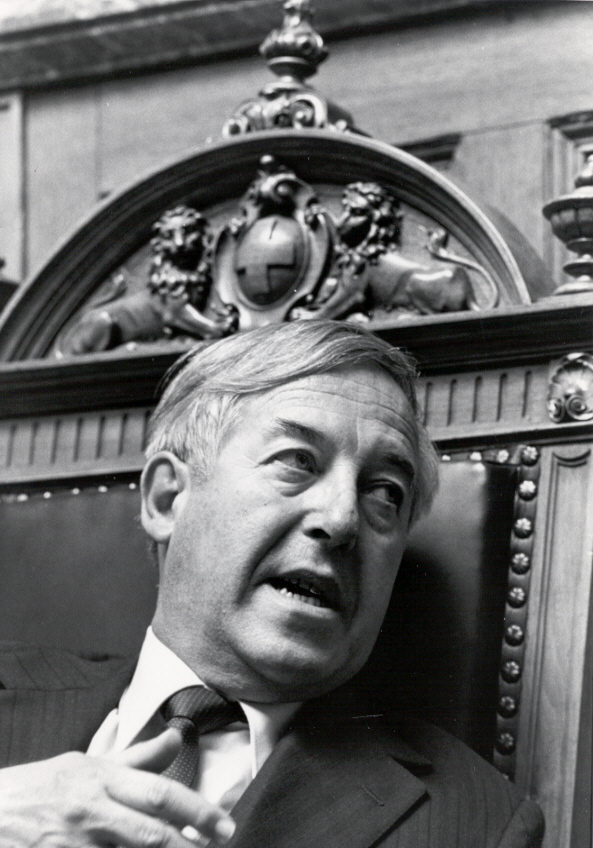
Luigi Generali, Nationalratspräsident 1979

Luigi Generali (* 7. Mai 1920 in Faido; † 26. Juni 2005 in Lugano, heimatberechtigt in Giornico) war ein Schweizer Politiker (FDP).

## Biografie
Generali wurde 1920 in Faido als Sohn eines Bahnangestellten geboren. Er studierte an der Universität St. Gallen und schloss als Wirtschaftswissenschaftler lic. oec. im Jahr 1943 sein Studium ab. Nach dem Studium war Generali im Zürcher Bank- und Industriewesen tätig und war von 1950 bis 1985 der Direktor der Wasserkraftwerke der Maggia und 1956 bis 1985 derjenigen von Blenio, bis 1990 war er sogar Verwaltungsrat beider Wasserkraftwerke. 

Luigi Generali Nationalrat

Luigi Generali war Mitglied der Freisinnig-Demokratischen Partei. Von 1968 bis 1978 präsidierte er die Kantonalpartei des Kantons Tessin und wurde 1955 in den Tessiner Grossrat gewählt. Nach einem Unterbruch zwischen 1957 und 1959 blieb er Grossrat bis 1976 und wurde 1967 sogar als Grossratspräsident gewählt. Zwischenzeitlich war Generali zudem Gemeinderat in Muralto von 1956 bis 1960. 
Auf nationaler Ebene wurde Generali 1971 in den Nationalrat gewählt. Im Parlamentsjahr 1978/79 war er Nationalratspräsident. Im Herbst 1979 wurde er in den Ständerat gewählt und hielt 1975 bis 1978 die Position des Fraktionspräsidenten der Freisinnigen inne. Er ist bis heute der letzte männliche italienischsprachige Nationalratspräsident.
Generali war neben seiner politischen Tätigkeit noch Verwaltungsratspräsident der Schweizerischen Unfallversicherungsanstalt (Suva) in Luzern, 1983 bis 1955 Leiter der Tessiner Bankiervereinigung und 1990 Mitgründer des Zentrums für Bankstudien in Vezia.